# Cavallo iberico

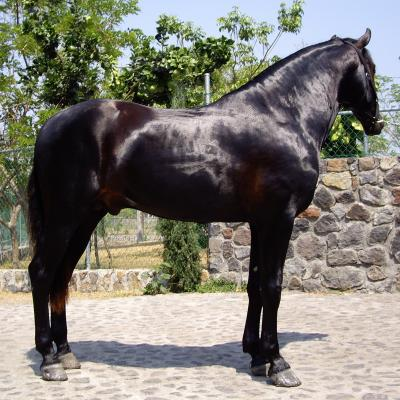
Cavallo P.R.E.

Cavallo iberico è il titolo dato dalla FAO a 17 razze equine originarie della Penisola Iberica. Tre razze sono originarie del Portogallo (Lusitano, Sorraia e Garrano) e le rimanenti della Spagna: Asturcón, Burguete, Caballo de Monte del País Vasco, Pura Raza  (Pony della Galizia), Pura Raza Española, Hispano o Ispano-arabo, Ispano-bretone, Jaca Navarra, Losina, Monchina, Pottok, Cavall Mallorquí e Menorquina (costituente il sottogruppo definito Cavallo delle Baleari). Una razza derivate dal Sorraia, il Marismeño, è stata identificata nel Parco nazionale di Doñana ma non è stata ascritta al registro FAO delle razze iberiche.
I cavalli iberici sono ritenuti tra le prime tipologie di cavallo domestico. Rappresentate dall'archetipo dell'Andaluso, le odierne razze iberiche sono fatte rientrare nella categoria cavallo barocco quanto a conformazione.

## Storia

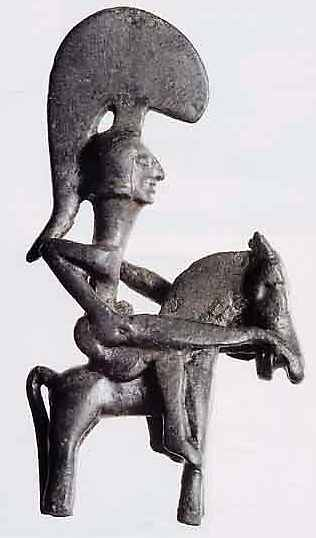
Cavaliere degli Iberi.

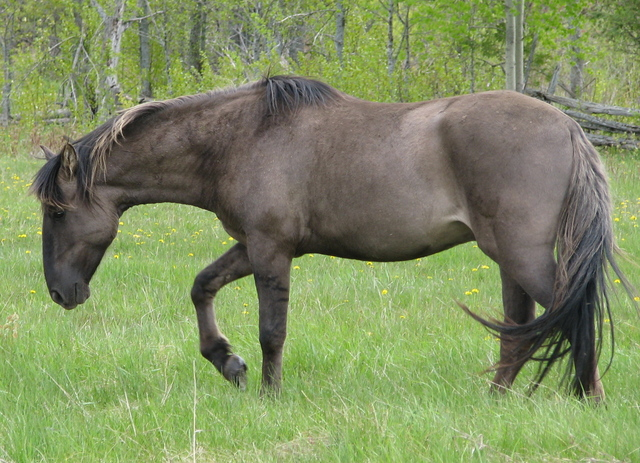
Stallone Sorraia.

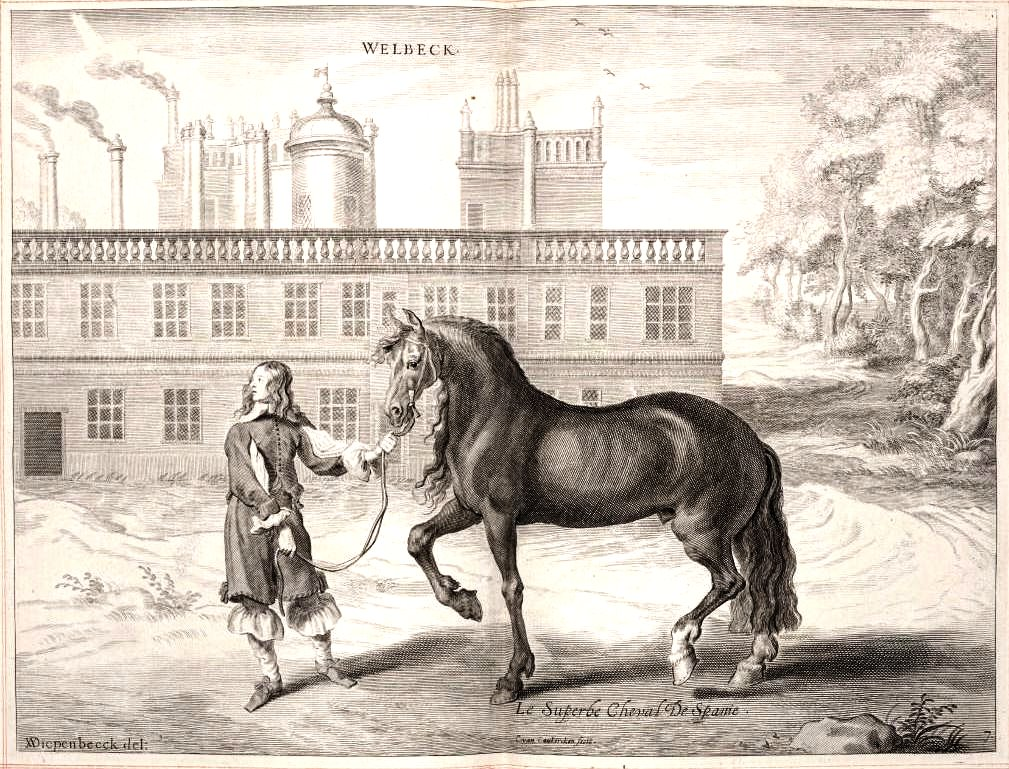
Incisione raffigurante un cavallo iberico (Andaluso) - 1743.

Le razze equine della Penisola Iberica discendono da un miscuglio tra le razze europee autoctone ed i cavalli portati in Iberia dagli invasori Arabi nell'VIII secolo. Questi animali, diffusi poi in tutto il mondo dai conquistadores spagnoli tra il XV ed il XVIII secolo, servirono per incrociare e migliorare le altre razze equine europee (v. cavallo barocco) e per rinfoltire la popolazione equina del Nuovo Mondo (v. Mustang ).

### Origini
Lo sviluppo in Spagna e Portogallo di razze equine autoctone andò quasi certamente di pari passo con l'affermarsi della cultura degli Iberi dediti alla transumanza, già stanziatisi in quelle terre al tempo della colonizzazione da parte dei Fenici (XI secolo a.C.), per poi venire accentuata dal successivo affermarsi dei celtiberi (VI-III secolo a.C.) caratterizzati, come testimoniatoci da reperti figurativi archeologici, dalla presenza di una élite guerriera di cavalieri.
I primi cavalli portati in guerra dei celtiberi potrebbero, di conseguenza, aver avuto stretti legami con la forma equina arcaica nota come Pony celta, più o meno direttamente imparentata con il Tarpan, il cavallo delle steppe euro-asiatiche. L'attuale razza ispanica di pony Asturcón presenta infatti notevoli similitudine con l'archetipo celta, ad oggi solitamente ricondotto a razze britanniche come il Pony Exmoor. La razza portoghese Sorraia, dalla linea più aggraziata rispetto ai ponies, viene poi indicata da alcuni studiosi come variante mediterranea del Tarpan stesso.
La conquista romana della Spagna e la successiva unificazione dei territori celtiberi e gallici ad opera di Augusto (I secolo a.C.) deve aver poi forzatamente contribuito ad una nuova selezione di cavalli da guerra. Già Giulio Cesare, nei suoi commentari, aveva accennato alla grande importanza riconosciuta dai Galli ai loro cavalli da battaglia, animali descritti come alti ed imponenti, allevati con cura e protetti come merce preziosa. Il miscuglio tra questi animali e le specie autoctone ispaniche, già prima dell'avvento di equini asiatici, deve aver contribuito alla creazione di razze ispaniche già lontane dalle forme e dalle proporzioni dei ponies. La successiva conquista della Spagna da parte dei Visigoti (V secolo), popolazione germanica giunta in Europa dalle steppe bagnate dal Dniester, deve aver ulteriormente contribuito alla diffusione nella penisola di animali alti e robusti, adatti alle esigenze della cavalleria pesante dei conquistatori.
La conquista araba della Spagna (VIII secolo) segnò il passo definitivo nella creazione delle razze equine iberiche. I cavalli da guerra dei Visigoti sconfitti vennero incrociati con gli animali dei conquistatori musulmani, il cavallo arabo ed il cavallo berbero, ottenendo animali capaci di coniugare la forza degli equini europei con l'agilità e l'eleganza degli equini orientali. L'archetipo più rappresentativo di questo ibrido viene solitamente indicato nel Andaluso (proprio in Andalusia il califfato indipendente di Spagna ebbe il suo centro), Pura Raza Española.

## Razze portoghesi
- Lusitano, cavallo barocco tipico del Portogallo, imparentato con l'Andaluso spagnolo;
- Alter-Real, cavallo barocco simile al Lusitano ma privo del manto grigio;
- Sorraia, equino di media taglia, un poco più grosso di un pony, ritenuto la variante mediterranea del Tarpan, il cavallo autoctono delle steppe euro-asiatiche;
- Garrano, sottospecie del Sorraia, adattatosi agli ambienti impervi del Portogallo Settentrionale.

## Razze spagnole
- Asturcón, pony autoctono della Spagna Settentrionale probabilmente disceso dal Pony celta;
- Burguete,
- Caballo de Monte del País Vasco,
- Pura Raza Gallega (Pony della Galizia),
- Andaluso, archetipo del cavallo barocco;
- Hispano o Ispano-arabo,
- Ispano-bretone,
- Jaca Navarra,
- Losina,
- Monchina,
- Pottok, pony autoctono dei Paesi Baschi, diffusosi nei Pirenei e presente anche in Francia, caratterizzato da un manto invernale lungo fino a 10 cm;
- Cavall Mallorquí,
- Mallorquina
- Menorquina o Cavallo delle Baleari